# Santa Fe (New Mexico)
Santa Fe is de hoofdstad van de Amerikaanse staat New Mexico en hoofdplaats van Santa Fe County. Zoals vaker bij staatshoofdsteden in de Verenigde Staten is het niet de belangrijkste of grootste stad van de staat. Santa Fe heeft 84.099 inwoners (2015).
Santa Fe staat vooral bekend om zijn mooie natuur en landschap. Ook is de plaats bekend dankzij de spoorwegmaatschappij Atchison, Topeka and Santa Fe Railway, kortweg de Santa Fe genaamd. De hoofdlijn van deze maatschappij - sinds 1996 onderdeel van de BNSF Railway - loopt overigens door Lamy, een plaats gelegen ten zuiden van de stad Santa Fe: het was namelijk eenvoudiger de lijn door Lamy aan te leggen dan via het door heuvels omringde Santa Fe. Vanuit Lamy is later alsnog een spoorlijn aangelegd naar Santa Fe.
Santa Fe betekent Heilig geloof in het Spaans. Het werd gesticht in 1607 door Juan Martínez de Montoya. De volledige naam van de stad was La Villa Real de la Santa Fe de San Francisco de Asís: de koninklijke stad van het heilige geloof van Franciscus van Assisi. Santa Fe werd de hoofdstad van de provincie Santa Fe de Nuevo México. In 1821 kwam het bij het onafhankelijk geworden Mexico dat het in 1848 af moest staan aan de Verenigde Staten.
In de wijk Barrio De Analco Historic District staan een aantal van de oudste gebouwen van de Verenigde Staten. Zo ook de Missie van San Miguel, de oudste kerk van het land. In de stad is een kleine gemeente van de Free Presbyterian Church of Scotland.

## Plaatsen in de nabije omgeving
De onderstaande figuur toont nabijgelegen plaatsen in een straal van 16 km rond Santa Fe.

## Partnersteden
- Buchara (Oezbekistan)
- Parral (Mexico)
- Santa Fe (Spanje)
- Sorrento (Italië)
- Tsuyama (Japan)
- Zhangjiajie (China)
- Holguín (Cuba)
- Livingstone (Zambia)
- Icheon (Zuid-Korea)
- San Miguel de Allende (Mexico)

## Geboren in Santa Fe
- Anna Gunn (1968), actrice
- Julia Lee (1975), actrice
- Olivia O'Lovely (1976), pornoactrice
- Jeremy Ray Valdez (1980), acteur